# なまおん
『なまおん』（NAMA-ON）は、札幌テレビ放送（STV）で土曜日深夜に放送していた音楽番組。放送期間は2006年1月14日から2008年3月29日。『スーパーヒットチャートなまらん』のテレビ版で、番組名は「なまらいいおんがく」の略。前番組は『EDiT TV』、後番組は『WE!TV』。STVホールで収録。

## 放送時間
- 土曜日 25:40 - 26:10 （2006年1月14日 - 12月23日）
- 土曜日 24:55 - 25:25 （2007年1月6日 - 2008年3月29日）

## 出演者
- 吉川典雄（STVアナウンサー）
- 宮田愛子（当時STVアナウンサー、2007年4月7日 - ）
- 愛華（当時MARIA）
- れいな（当時MARIA）
- 近藤麻智子（当時STVアナウンサー、2006年1月14日 - 9月30日）
- 藤本晶子（当時STVアナウンサー、2006年10月7日 - 2007年3月31日）

## 特派員
特派員はその場所のリサーチを行う。
- 中村豪（やるせなす、黄色のコンセント）：東京担当

## 関連番組
- What's New?+Cute
- 音!故知新